# Brovandeskolen
Brovandeskolen er en en privat lilleskole i Skagen.
Skolen startede i skurvogne som Privatskolen – Den lille skole i 1977 på forældrenes initiativ og havde i 1985 60 elever. 2011 er der ca. 163 elever, og der optages 20 elever i 0. klasse.
I august tager hele skolen samlet på lejr til Drengeborg i Ålbæk. Om foråret tager klasserne af sted hver for sig til forskellige destinationer.
Skolen har senere hen fået bygget en hel ny overbygning som bliver brugt til undervisning af 7,8 og 9 klasses eleverne
Skolen har også en SFO hvor børnene hygger og laver kreative og sjove aktiviteter hver dag såsom male, tegne, sy, bage, spille brætspil, bygge med Lego, lege købmand, ja, kun fantasien sætter grænser. Skolen har flere forskellige udeområder hvor de kan lege og udfordre deres sanser. Der er gynger, fodboldbane, multibane, klatretårn, klatreræer og steder hvor der kan bygges huler og en masse andre muligheder.
Skolen har en masse forskellige traditioner såsom lejr, idrætsdag, julestue, fastelavn osv. Man kommer på lejr to gange hvert skoleår. 1 lejr som går til Ålbæk på drengeborg i 3 dage med hele skolen samlet, og en forårslejr som går til en by i Danmark i 5 dage. I 9 klasse kommer man på en projektrejse i 12-14 dage som går til et sted i Europa. Den nuværende 9 klasse (23/24) var på en tur til Italien i 12 dage. 4 dage i Rom, 4 dage i Firenze og sidst men ikke mindst 4 dage i Sirmione.

## Kendte tidligere elever
- David Nielsen - professionel fodboldspiller og -træner.